# Amasis (Schiff, 1923)
Die Amasis war ein deutsches Frachtschiff.
Die Amasis, das dritte Schiff mit diesem Namen, wurde im April 1923 als drittes Frachtschiff der Ammon-Klasse von der Bremer-Vulkan-Werft für die Deutschen Dampfschiffahrts-Gesellschaft Kosmos (DDG Kosmos) fertiggestellt. Durch die Fusion der Reedereien kam sie 1926 zur Hapag. Im September/Oktober 1939 gelang der Amasis von Las Palmas der Durchbruch in die Heimat über Norwegen.
Am 9. April 1940 wurde die Amasis vor Lysekil im Skagerrak vom britischen U-Boot Sunfish mit zwei Torpedos angegriffen und versenkt.

## Bau- und Einsatzgeschichte
Die dritte Amasis der DDG Kosmos war der sechste Neubau der Reederei nach dem Ersten Weltkrieg, die 1926 durch Fusion in der Hapag aufging. Sie gehörte zur Ammon-Klasse, von der zuvor der Bremer Vulkan schon das Typschiff und die Flensburger Schiffbau-Gesellschaft die Itauri abgeliefert hatten. Mit der Menes und der Karnak lieferten bei Werften 1926 kurz nach der Fusion noch zwei weitere ähnliche Schiffe mit einer größeren Passagiereinrichtung, so dass dieser Schiffstyp der zahlreichste der DDG Kosmos wurde, die nur elf Neubauten nach dem Weltkrieg orderte.
Bei den Schiffen handelte es sich um konventionelle Frachter mit zwei Masten, die im traditionellen Dienst der Reederei zur Westküste Südamerikas eingesetzt wurden, der allerdings nun vorrangig durch den Panamakanal abgewickelt wurde. Sie verfügten über eine Dreifach-Expansionsmaschine von 3000 PS und hatten eine Dienstgeschwindigkeit von zwölf Knoten. Bis zu 18 Fahrgästen (27 bzw. 31 auf den späteren Bauten) konnten auf den Dampfern reisen.
Im Mai 1923 trat die Amasis in Hamburg ihre Jungfernreise nach Chile an. Ab dem 26. November 1926 gehörte sie durch Fusion der Hapag und blieb bis 1938 im angestammten Fahrtgebiet. Allerdings traten Hapag und DDG Kosmos noch bis in die frühen dreißiger Jahre nach außen noch als zwei Reedereien im deutschen Gemeinschaftsdienst zur amerikanischen Westküste auf, zu dem auch noch die Roland-Linie gehörte, die ebenfalls 1926 vom NDL übernommen worden war.
Allerdings fuhren sowohl die Kosmos-, Stinnes- und Hapag-Schiffe in beiden Plänen. Der Kosmos-Plan für September 1930 bis Januar 1931 nennt für 10 Abfahrten mit Passagieren nur vier ehemalige Kosmos-Dampfer mit den Vorkriegsschiffen Rhodopis und Nitokris sowie den Neubauten Ammon und Karnak . Die restlichen Abfahrten wurden mit ehemaligen Stinnes- und Hapag-Schiffen durchgeführt. Bei den Abfahrten der Hapag finden sich auch Itauri und die Amasis. Letztere wurde auf der Hauptlinie von Hamburg über Bremen, Antwerpen, Cristóbal (Panama), Buenaventura, Callao, Mollendo (Peru), Arica, Iquique und Antofagasta nach Valparaíso eingesetzt.
Im Juni 1931 wurde in Hamburg die Antriebsanlage umgebaut und durch eine Abdampfturbine ergänzt, so dass die Gesamtleistung auf 4000 PSi stieg und die Dienstgeschwindigkeit auf 12,5 kn erhöht wurde.
Auf ihrer letzten Vorkriegsreise verließ die Amasis am 29. Juli Rosario und am 5. August Montevideo in Richtung Triest. Am 23. hatte sie São Vicente (Kap Verde) nach nochmaliger Ergänzung von Kohle und Frischwasser verlassen und erhielt zwei Tage später den Funkspruch über den drohenden Kriegsausbruch. Sie lief darauf Las Palmas an, wo weitere 400 t Kohle und Frischwasser übernommen wurden und am 30. die Fahrt nach Triest fortgesetzt wurde. Nach 18 Stunden Fahrt macht die Amasis jedoch kehrt und lief erneut Las Palmas an.

### Blockadedurchbruch
In den ersten Septemberwochen verkaufte man die Maisladung von 1550 t an die spanischen Behörden und übernahm vom Hamburg-Süd-Dampfer Corrientes (1921, 4665 BRT, 1944 an Spanien verkauft) weitere 585 t Kohle. Kurz nach Mitternacht am 24. September 1939 verließ die Amasis mit dem Dampfer Chemnitz (1929, 5522 BRT, am 28. September durch französisches U-Boot Poncelet gekapert) Gran Canaria, erreichte durch den Nordatlantik und die Dänemarkstraße am 12. Oktober Bergen und traf am 18. in Hamburg ein.

### Der Untergang derAmasis
Am Abend des 9. April 1940 wurde die Amasis auf dem Weg von Stettin nach Oslo vor Lysekil im Skagerrak vom britischen U-Boot Sunfish mit zwei Torpedos angegriffen und bei 58° 13′ N, 11° 13′ O versenkt. Der Angriff soll 1,3 Meilen innerhalb der neutralen schwedischen Hoheitsgewässer erfolgt sein. Offiziell hatte das Schiff nach dem Wissenstand des schwedischen Revierlotsen Gyllholm eine Kohleladung an Bord. Wegen der beorderten Fahrt für den „Schiffsbeauftragten Hamburg“ bzw. die Schiffahrtsabteilung (A VI) beim Marinekommandoamt war das Schiff nicht offiziell für die Kriegsmarine in Fahrt und wurde daher auch nicht in den Verlustlisten der Wehrmacht geführt. Im Zusammenhang mit dem Unternehmen Weserübung gilt der Transport von Soldaten oder Kriegsmaterial als annehmbar. 51 Besatzungsmitglieder des Schiffes konnten in Sicherheit gebracht werden. Weitere Rettungsmaßnahmen beim Schiffsuntergang wurden von Kapitän Carl Albrecht abgelehnt. Über die tatsächliche Ladung des Schiffes besteht nach wie vor Unklarheit.
| Schicksal der Schwesterschiffe | Schicksal der Schwesterschiffe | Schicksal der Schwesterschiffe | Schicksal der Schwesterschiffe | Schicksal der Schwesterschiffe | Schicksal der Schwesterschiffe |
| ------------------------------ | ------------------------------ | ------------------------------ | ------------------------------ | ------------------------------ | --- |
| Name                           | Bauwerft                       | BRT                            | Stapellauf                     | in Dienst                      | weiteres Schicksal |
| Ammon                          | Bremer Vulkan BauNr. 608       | 5170 7134                      | 05.08.1922                     | 30.10.1922                     | 1932 Abdampfturbine, 1939 Kriegsmarine, am 17. Januar 1945 bei einem Bombenangriff in Hamburg gesunken |
| Itauri                         | FSG BauNr. 363                 | 6838                           | 18.10.1922                     | 25.02.1923                     | 26. April 1944 südlich Bodø durch britische Träger-Flugzeuge versenkt |
| Menes                          | Bremer Vulkan BauNr. 637       | 5609                           | 22.10.1926                     | 24.11.1926                     | September 1939 in Messina, am 3. Dezember 1942 nach Minentreffer vor der libyschen Küste (Kreta ?) gesunken |
| Karnak                         | FSG BauNr. 370                 | 7209                           | 15.09.1926                     | 05.12.1926                     | September 1939 in Vigo, als Hermes Fahrt nach Südamerika, auf Rückmarsch am 10. Juli 1941 im Südatlantik 300 sm nordwestlich von St. Paul selbstversenkt, nachdem der Hilfskreuzer AMC Canton sie gestellt hatte |